# 시라쓰보촌
시라쓰보촌(일본어: 白坪村)은 일본 구마모토현 호타쿠군에 설치되었던 촌이다.

## 역사
- 1889년 4월 1일 - 정촌제 시행에 의해 다쿠마군 이즈미촌이 성립하였다.
- 1892년 - 아키타군과 합병해 호타쿠군이 되었다.
- 1931년 6월 1일 - 구마모토시에 편입되었다.

## 학교
- 白坪小学校（のちの白坪尋常小学校、現在の熊本市立白坪小学校）

## 참고 문헌
- 角川日本地名大辞典編纂委員会, 『角川日本地名大辞典 43 熊本県』1987, 角川書店